# Jocelyn Ducloux
Pour les articles homonymes, voir Ducloux.
Jocelyn Ducloux est un ancien footballeur professionnel français né le 22 août 1974 au Creusot.
Il évolue aujourd'hui en Division d'honneur en tant qu'entraîneur-joueur de l'US St Serninoise (Saint-Sernin-du-Bois).

## Biographie
Il fait partie de la remontée du CS Louhans-Cuiseaux en Division 2 en 1995 et en 1999 (le club étant redescendu entre-temps), avant de rejoindre les Chamois niortais et de revenir dans l'un de ses clubs de jeunesse, le FC Montceau Bourgogne, avec lequel il atteint les demi-finales de la Coupe de France en 2007.
N'ayant pas réussi à faire remonter Montceau en National, il s'engage à l'issue de la saison 2008-2009 avec un club amateur de la région du Creusot, l'US St Serninoise évoluant lors de la saison 2009-2010 en promotion de ligue. Il est entraîneur de l'équipe première tout en continuant de jouer au milieu de terrain. Lors de la saison 2013-2014, Jocelyn Ducloux et ses hommes décrochent la première place et remportent le titre de promotion de ligue à la suite d'une saison exceptionnelle avec une seule défaite en championnat.
Seulement deux ans après avoir permis au club d'accéder en promotion d'honneur, le club obtient la montée en division d'honneur au terme d'une très belle saison 2015/2016 largement dominée.
Lors de la saison 2016/2017, l'équipe de Jocelyn Ducloux, évoluant en division d'honneur, réalise une performance exceptionnelle en se qualifiant pour le 7ème tour de la coupe de France. Cette rencontre qui eut lieu face à l'AJ Auxerre se déroulera stade des Alouettes à Montceau. Plus de 3000 spectateurs ont assisté au match où les Saint-Serninois se sont inclinés sur le score de 4 buts à 1.
Le 11 mai 2017, le coach annonce qu'il ne sera plus l'entraineur du club la saison prochaine après avoir passé huit années à l'Union Saint-Serninoise.
Lors de la saison 2018-2019, Jocelyn Ducloux s'engagera en tant que manager général de l'Union Saint-Serninoise.

## Palmarès
- Champion de France de National en 1999 avec Louhans-Cuiseaux

1/2 finaliste gambardella quart de finale coupe de la ligue 1/2 finaliste coupe de France avec Montceau-les-mines
- Champion de promotion de ligue en 2014 avec l'USSS
- Champion de promotion d'honneur en 2016 avec l'USSS